# Pentacontagone
Un pentacontagone est un polygone à 50 sommets, donc 50 côtés et 1 175 diagonales.
La somme des angles internes d'un pentacontagone non croisé vaut 8 640 degrés.

## Pentacontagones réguliers
Un pentacontagone régulier est un pentacontagone dont les côtés ont même longueur et dont les angles internes ont même mesure. Il y en a dix : neuf étoilés (notés {50/k} pour k impair de 3 à 23 sauf 5 et 15) et un convexe (noté {50}). C'est de ce dernier qu'il s'agit lorsqu'on dit « le pentacontagone régulier ».

Les dix pentacontagones réguliers avec, pour chacun, le symbole de Schläfli et l'angle interne.
{50}, 172,8°
{50/3}, 158,4°
{50/7}, 129,6°
{50/9}, 115,2°
{50/11}, 100,8°
{50/13}, 86,4°
{50/17}, 57,6°
{50/19}, 28,8°
{50/21}, 14,4°
{50/23}, 43,2°

## Caractéristiques du pentacontagone régulier
Chacun des 50 angles au centre mesure {\displaystyle {\frac {360^{\circ }}{50}}=7{,}2^{\circ }} et chaque angle interne mesure {\displaystyle {\frac {8\,640^{\circ }}{50}}=172{,}8^{\circ }}.
Si a est la longueur d'une arête :
- le périmètre vaut {\displaystyle P=50\,a} ;
- l'aire vaut {\displaystyle A={\frac {50}{4}}\,a^{2}\cot \left({\frac {\pi }{50}}\right)} ;
- l'apothème vaut {\displaystyle H={\frac {2\,A}{P}}={\frac {a}{2}}\cot \left({\frac {\pi }{50}}\right)} ;
- le rayon vaut {\displaystyle R={\frac {H}{\cos \left({\frac {\pi }{50}}\right)}}={\frac {a}{2\sin \left({\frac {\pi }{50}}\right)}}}.